# 고두옥
고두옥(1976년 10월 3일 ~ )은 대한민국의 배우이다.

## 이력
1994년 홍진경 포함 한 혼성댄스그룹 에다호로 첫 데뷔하였으며 2년 후 1996년 SBS 5기 공채 개그맨으로 데뷔한 뒤 그의 TV 드라마 《남자 셋 여자 셋》, 《사랑밖엔 난 몰라》, 《카이스트》에서 활동하였다.

## 학력
- 구정고등학교
- 안양전문대학교 토목공학과 자퇴
- 서울예술대학교 방송연예과 졸업

## 출연작

### 드라마
- 2014년 KBS2 어린이드라마 《마법 천자문》 ... 고단백 역
- 2005년 KBS2 어린이드라마 《마법전사 미르가온》 ... 이강호 역
- 2002년 KBS2 어린이드라마 《매직키드 마수리》 ... 이강호 역
- 2002년 SBS 청춘시트콤 《오렌지》
- 2001년 KBS2 일일시트콤 《쌍둥이네》
- 2001년 MBC 월요시트콤 《세친구》 ... 53회 술자리에서 만난 정의정(이의정 분)에게 작업거는 남자로 잠깐 등장한 고두옥 역으로 카메오 단역
- 2000년 SBS 청춘시트콤 《골뱅이》
- 2000년 SBS 일요드라마 《카이스트》 ... 상철 역
- 2000년 MBC 청춘시트콤 《가문의 영광》
- 1999년 KBS2 주말연속극 《유정》
- 1999년 KBS2 미니시리즈 《학교》
- 1999년 KBS2 단막드라마 《싱싱 손자병법》
- 1998년 MBC 토요시트콤 《아니 벌써》 ... 노판섭 역
- 1998년 MBC 코미디드라마 《여자 대 여자》
- 1998년 MBC 농촌드라마 《전원일기》
- 1998년 MBC 일요아침드라마 《사랑밖엔 난 몰라》
- 1997년 MBC 청춘시트콤 《남자 셋 여자 셋》 ... 중국집 배달부 고두옥 역

### 영화
- 2005년 《B형 남자친구》(특별출연)

### 방송
- 2001년 KBS2 《쇼 파워 비디오》
- 2000년 SBS 《머리가 좋아지는 TV》
- 2000년 KBS1 《풍물기행 세계를 가다》
- 2000년 MBC 《임성훈, 안연홍의 비디오쇼》
- 1998년 KMTV 《뮤직 Q - 생큐 통신방, 유머방》
- 1997년 KBS2 《슈퍼선데이》
- 1996년 SBS 《기쁜우리 토요일》